# Krai del Noroeste
El krai del Noroeste (en ruso: Северо-Западный край) era una subdivisión (krai) del Imperio ruso en los territorios del antiguo Ducado de Lituania (actuales Bielorrusia y Lituania). La capital era la ciudad de Vilna.
Incluía seis gubernias:
- Gobernación de Vilna
- Gobernación de Kovno
- Gobernación de Grodno
- Gobernación de Minsk
- Gobernación de Maguilov
- Gobernación de Vítebsk

## Historia
Desde 1870 hasta 1912, las gobernaciones de Grodno, Vilna, y Kovno constituyeron la Gobernación General de Lituania. El krai del Noroeste junto con el krai del Suroeste formaba el krai Occidental. En 1912 el krai fue abolido.